# Uleiota dubius
Uleiota dubius är en skalbaggsart som först beskrevs av Fabricius 1801.  Uleiota dubius ingår i släktet Uleiota och familjen smalplattbaggar.

## Underarter
Arten delas in i följande underarter:
- U. d. dubius
- U. d. truncata